# Лебзино (Московская область)
Лебзино — деревня в Талдомском городском округе Московской области. До 2018 года входила в состав Темпового сельского поселения. 
Первое упоминание относится к началу XVIII века.
Из истории Талдомского района известно:
В конце XVIII века находилась во владении графини Анны Карловны Воронцовой, потом графини Марии Николаевны Скавронской. В 1851 году в ведении Ведомства государственных имуществ. По 9 ревизии (1851 г.) состояла из 19 дворов, имела 118 жителей. В 1859 году состояла из 15 дворов, проживало 60 душ мужского пола, 73 женского.
До муниципальной реформы 2006 года входила в Великодворский сельский округ.

## Расположение
Расположена в четырёх километрах к северо-западу от Талдома, рядом с деревней Людятино и селом Великий Двор.
Находится рядом с дорогой Воргаш — Талдом, которая около Талдома соединяется с трассой Р112. С райцентром есть регулярное автобусное сообщение. 
В трех километрах на север, в селе Великий Двор есть платформа Лебзино Савёловского направления МЖД, которая, скорее всего, получила своё название в связи с тем, что на её постройку значительную часть средств выделил торговец обувью Смирнов, проживавший в то время в деревне.

## Население
| 1859 | 1888 | 2002 | 2006 | 2010 |
| ---- | ---- | ---- | ---- | ---- |
| 133  | ↗143 | ↘4   | ↗10  | ↘0   |